# Igreja de Todas as Nações
A Igreja de Todas as Nações (em hebraico: כנסיית כל העמים), também conhecida como Igreja ou Basílica da Agonia (כנסיית היגון), é uma igreja localizada no Monte das Oliveiras, em Jerusalém (atual Israel), próxima ao jardim de Getsêmani. Foi construída em torno de uma seção de solo rochoso onde se acredita que Jesus teria orado antes de sua prisão (Marcos 14:32–42).

## História
A igreja atual foi construída sobre as fundações de duas igrejas anteriores, uma pequena capela do século XII, construída pelos cruzados e abandonada em 1345, e uma basílica bizantina do século IV, destruída por um terremoto em 746
Em 1920, durante obras realizadas nas suas fundações, uma coluna foi encontrada a cerca de dois metros abaixo do solo da capela medieval. Fragmentos de um mosaico também foram encontrados. Depois destas descobertas o arquiteto responsável imediatamente removeu as fundações modernas e começou as escavações da igreja anterior. Depois que os restos da igreja bizantina foram completamente escavados, as plantas da nova igreja foram alteradas; os trabalhos continuaram na basílica atual de 19 de abril de 1922 até junho de 1924, quando foi consagrada.
A igreja atualmente está sob a administração da Custódia Franciscana da Terra Santa. Um altar aberto localizado nos jardins da igreja é utilizado pela comunidade anglicana toda Quinta-Feira Santa.

## Projeto e construção
A capela foi construída entre 1919 e 1924, usando fundos que foram doados por diversos países. Os brasões de cada país doador foram incorporados ao vidro do teto, cada um separado em sua pequena cúpula, além dos mosaicos interiores. Os países honrados desta maneira são, a partir do lado esquerdo, começando pela abside: Argentina, Brasil, Chile e México; no meio da igreja estão Itália, França, Espanha e Reino Unido, e, à direita, Bélgica, Canadá, Alemanha e Estados Unidos. Os mosaicos das absides foram doados pela Irlanda, Hungria e Polônia. Já a coroa que emoldura a própria rocha de Jesus foi um presente da Austrália. Todas estas doações multinacionais deram à igreja seu título atual de Igreja de 'Todas as Nações'.
Dois tipos de material foram utilizados na construção da igreja: o interior utiliza material extraído das pedreiras de Lifta, a noroeste de Jerusalém, enquanto sua parte externa uma pedra de coloração rosada, obtida em Belém. O edifício é dividido em três corredores por seis colunas; este desenho dá a impressão de se estar em apenas um salão grande e aberto. Vidros de cor violea são utilizados por toda a igreja, de modo a evocar um clima de depressão análogo à agonia de Cristo, e o teto é de uma cor azul profunda, para simular um céu noturno.
A fachada da igreja está apoiada sobre um fileira de colunas coríntias inseridas sob um mosaico moderno, que retrata Jesus Cristo como mediador entre Deus e o homem, de autoria de Giulio Bargellini. O teto com cúpulas, as grossas colunas e os mosaicos na fachada dão à igreja uma aparência arquitetônica bizantina. O prédio foi projetado pelo arquiteto Antonio Barluzzi, autor de diversos santuários e templos construídos no início do século XX, que também é conhecido por algumas de suas outras obras em Jerusalém, como a igreja-santuário de Dominus Flevit, no Monte das Oliveiras, a Igreja da Visitação, em Ein Karem, e a Igreja da Flagelação, na Via Dolorosa. A Igreja de São Lázaro, em Betânia, também é outro exemplo de seu estilo.